# Малисити
Малисити су алгонквински народ, који од давнина насељава област око реке Сент Џон и њених притока, која данас припада југоисточним канадским покрајинама Њу Брансвик и Квебек, као и америчкој држави Мејн. Малиситска прадомовина је обухватала површину од око 81.000 km². Њеним средиштем је протицала река Сент Џон. Ширина малиситске земље је била око 320 km, а дужина око 965 km. Малиситска насеља су се налазила у шумама, око река и у приобаљу Атлантског океана.
Једно од савезно признатих племена у САД је и данашње малиситско племе „Хоултанска Банда Малисит Индијанаца”, насељено око реке Мадакснакег у америчкој држави Мејн. Влада овог племена је прва страна влада која је са владом САД 19. јула 1776. потписала споразум о савезништву. Због исељавања Малисита из њихове домовине њих данас има широм света.

## Име
Малиситски аутоним је Веластеквијик, реч веластекв значи „светла река”, „сјајна река” или „река која добро/јако/јарко светли/сјаји” (кованица је малиситских речи „вел” = добар, „ас” = сјаји, „текв” = река; „ијик” = народ са). Према томе Веластеквијик на малиситском језику значи „народ са светле/сјајне реке”. Средиште малиситске традиционалне територије је око реке Сент Џон. Њихова данашња територија допире до реке Сен Лорен. На истоку су им суседи Микмаци, на западу Пенобскоти, на југу Пасамакводи, а сви они говоре сродним алгонквинским језицима.
Име Малисит је изведено из микмачке речи Малесеџик, која вероватно значи „говори споро”, или другачије. Значење речи данас је непознато, али се обично преводи као „он говори лоше, споро или искварено”. Овај израз је егзоним који су Микмаци користили да би описали Малисите у разговору са првим европским истраживачима. Европљани су ступили у контакта са Микмацима, пре него што су наишли на Малисите, због чега су прихватили микмачки назив Малесеџик, који су изговарали као „Малесит” на француском језику, не схватајући да то није њихово право име. Каснији су енглески колонисти овај назив прихватили и изговарали га као „Малисит”.
Од 1758. у француском и енглеском језику је често био у употреби назив „Маричити”.

## Данашња малиситска племена
- САД
  - Мејн
    - Хоултанска Банда Малисит Индијанаца (Метаксонекијак Воластоквевијик)[3]
- Канада
  - Њу Брансвик
    - Прва Нација Кингсклир (Пилик Веластеквијик)[4]
    - Прва Нација Мадаваска Малисит (Матовесекок Веластеквијик)[4]
    - Прва Нација Оромокто (Веламоктук) [5]
    - Прва Нација Сент Мерис (Ситансиск Воластоквијик)[6]
    - Прва Нација Тобик (Воластоквијик Некоткук)[7]
    - Прва Нација Вудсток (Ветстак)[4]

  - Квебек
    - Прва Нација Воластоквијик Вашипекук (Вашипекук)[8]

## Историја

### 17. век
У време првог сусрета са Европљанима, Малисити су живели у селима ограђеним зидинама од балвана, бавили су се ловом и сакупљањем, али и земљорадњом (узгајали су кукуруз, пасуљ, тикве и дуван). Поред узгоја усева, жене су сакупљале и прерађивале воће, бобице и орашасте плодове. Мушкарци су се бавили ловом и риболовом. У писаним изворима из раног 17. века, која су дело Самјуела де Шамплена и Марка Лекарба, забележено је постојање великог малиситског села на ушћу реке Сент Џон. У позном 17. веку, извори указују да је њихова престоница премештена узводно у село Медуктик, на средњем току реке Сент Џон.
Француски истраживачи су први успоставили трговину крзном са Малиситима, која је постала веома важан чинилац малиситске привреде. Увозна европска добра су била на цени јер су била корисна у свакодневном животу или због тога што су имала одређени значај у малиситској култури. Француски језуити су такође основали мисије, где су неки Малисити прешли у католичанство. После година колонијализма, многи су научили француски језик.
Постоје многи писани записи који описују сусрете са Ирокезима (конфедерација пет моћних племена насељених јужно и источно од Великих језера), и Инуима који насељавају области северно од малиситске земље. Сусрети са европским рибарима-трговцима почетком 17. века и трговцима крзном развили су се у стабилан однос који је трајао скоро 100 година. Упркос огромним губицима становништва због ширења заразних болести пренетих из Европе, на које нису имали имунитет, Малисити су се задржали у својој постојбини, насељени у селима у приобаљу Атлантског океана и речним долинама, где су наставили да лове дивљач, баве се риболовом и сакупљањем.

#### Колонијални ратови
Како су Французи и Енглези повећавали број својих досељеника у Северној Америци, јачала је њихова међусобна борба за контролу над територијом и трговином крзном. Осим тога, вођени су ратови који су суштински представљали ратишта ратова вођених у Европи. Уносна трговина крзном на истоку Северне Америке је слабила због опште несигурности, јер су се француски и енглески сукоби у највећој мери одвијали у области између Квебека и Порт Ројала. Све чешће је долазило до спорадичних борби и препада у доњем току реке Сент Џон.
У ово доба, док су мушкарци били заузети ратовањем, Малеситкиње су у много већој мери биле задужене за обезбеђивање хране. Оне су почеле да узгајају усеве који су се раније узгајали само јужно од територије Малесита. Мушкарци су наставили да лове, али је плена било много мање. У енглеско-француским сукобима били су савезници Француза. У кратком периоду током касног 17. и раног 18. века, малеситски ратници су често били укључени у оружане сукобе.

### 18. век
Са окончањем сукоба у првој четвртини 18. века, и са знатно смањеном популацијом даброва, трговина крзном је изгубила значај. Постојала је мала могућност да се Малисити врате свом традиционалном начину живота. Њихов традиционални полуномадски начин живота није више био могућ због продора европских досељеника. Истовремено, имућна елита белих досељеника, је користила квалитетна места за лов и спортски риболов на малиситској земљи. Досељеници су заузели сву обрадиву земљу дуж реке Сент Џон, коју су раније насељавали Малисити, и притом их раселили са више од 600.000 хектара врхунске земље.

### 19. век
Малисити су до 19. века очували неке традиционалне занате, као што су градња вигвама и кануа од брезе. Такође су још увек израђивали разне предмета од дрвета, радили су као водичи, ловили су и замкарили, а за ове делатности користили су израз „индијански посао”. Они су током претходна два века прихватили одређене промене. Постали су зависни од европских металних алата, као што су секире и ножеви, прихватили су употребу мускета и алкохола, европске хране и одеће.
Европљани су започели узгој кромпира у Мејну и Њу Бранзвику, што је створило ново тржиште и тражњу за малиситским кошарама. Многи Малисити су радили у фабрикама целулозе и грађевинарству, а Малиситкиње као медицинске сестре. Због раширене глади међу малиситским становништвом и због тога што многи нису имали сталан дом, владини званичници су основали прве индијанске резервате у Брад'рзу, Оромокту, Фредериктону, Кингсклиру, Вудстоку, Тобики, Мадаваски (пре 1800-их) и Какуни.
На малиситски језик је лингвиста и мисионар Сила Терцијус Ранд 1863. превео делове Библије, а 1870. и Јеванђеље по Јовану.

### 20. век
Малисити из Њу Бранзвика су имали проблема са високом незапосленошћу и сиромаштвом, који су уобичајени за староседеоце у другим деловима Канаде, али су временом успели да развију сложени систем доношења одлука и расподеле ресурса, посебно у Тобику. Власти малиситских резервата подстичу економски развој оснаживањем комуналних предузећа. Многи Малисити имају високо образовање и важан трговачки и професионални положај. Такође, значајан број појединаца и породица се истиче у борби за права староседелаца и жена; а други раде у покрајинским и савезним урођеничким организацијама.

## 21. век
Данас, у држави Њу Бранзвик, живи око 7.700 Малисита који припадају признатим првим нацијама Мадаваска, Тобик, Вудсток, Кингсклир, Сент Мерис и Оромокто. Такође их има 1.700 у Хоултон банди (дружини) у Мејну и 1.200 у Вашипекук (Вигер) Првој Нацији у Квебеку. Брад'рз је резерват кога чине два острва у реци Кенебекасис, која су ненасељена али доступна за лов и риболов.
Малиситским дијалектом малиситскопасамакводског језика говори око 650 говорника, док пасамакводским дијалектом говори око 500 урођеника, који живе са обе стране границе Њу Бранзвика и Мејна. Већина говорника су старији људи, мада су неки млади људи почели да уче и негују језик. На Микмачко-Малиситском Институту Универзитета у Њу Бранзвику постоји програм стипендирања студената који уче малиситскопасамакводски језик. Дејвид Френсис старији, старешина Пасамаквода који живи у резервату Сипајику у држави Мејн, био је важан извор информација за овај програм. Институт има за циљ да помогне индијанским студентима да савладају своје матерње језике. Лингвиста Филип Ле Сур је опсежно истраживао малиситскопасамакводски језик.
Хоултанска Банда Малисит Индијанаца је, почевши од 2013, у законодавном телу Мејна добила посланичко место без права гласа. Хенри Џон Бер, стручњак за права староседелаца која произилазе из потписаних споразума, племенски адвокат, рибар и шумар, после одржаних избора освојио је ово посланичко место.
Вековима је долазило до склапања мешовитих бракова између Малисита и европских досељеника. Презимена европског порекла која се повезују са Малиситима су: Денис, Сабатис, Габријел, Саулис, Етвин, Лунјер, Атамаз, Николас, Бријер, Бер, Жиниш, Солис, Вајонкур, Валас, Пол, Полши, Тома, Сапијер, Перли, Убан, Франсис, Сакоби, Неш, Муз, Дево, Д'во, Д'ву, Д'вот.

## Култура
Обичаји Малисита су веома слични обичајима суседних Пасамаквода, али и обичајима других блиско сродних оближњих алгонквинских народа Микмака и Абенака (племена Пенобскот итд).
Од Микмака, који су били ловци-сакупљачи, Малисити су се разликовали по томе што су се поред лова и сакупљања бавили пољопривредом. Малиситски и пасамакводски су довољно слични да их лингвисти сматрају дијалектима истог језика. Због тога их они обично не проучавају одвојено.
Натали Кертис је записала и 1907. објавила две малиситске изворне народне песме, једну љубавну и једну плесну песму. Кертис је забележила да се љубавна песма изводи уз метар са седам тактова и пребацује између дура и мола.
Многе друге песме је фонографом снимио антрополог Вилијам Х. Мехлинг, чије снимке малиситских песама, забележених на фонографским цилиндрима, чува Музеј Канадске Историје (енгл. Canadian Museum of History). Многе од ових песама су током 20. века заборављене, јер је притисак на Малисите да прихвате англоканадску културу довео до тога да су они престали да преноси своје изворне песме на младе. Међутим, у првој деценији 21. века, малиситски музиколог Џереми Дачер је спровео пројекат преслушавања снимака забележених на фонографским цилиндрима, са циљем враћања из заборава древних малиситских песама. Он је 2018. објавио свој албум Воластоквијик Линтуваконава, на коме су се налазиле његове обраде изворних песама, за који је исте године освојио „музичку награду Поларис” (енгл. Polaris Music Prize).

### Етноботаника
Малисити у својој народној медицини користе балзамасту јелу (Abies balsamea) у разне сврхе. Сок биљке користе као лаксатив, смолу за израду мелема, и кору, понекад помешану са кором смрче и ариша за гонореју. Користе иглице и гране за израду јастука и постељине, од корења праве влакно, а смолу користе и за водоотпорне шавове у кануима.

## Познати Малисити
- Габријел Акин, оснивач резервата створеног 1867. године, који данас припада Првој Нацији Сент Мерис;
- Сара Анала, социјална радница, добитница Ордена Канаде и Медаље дијамантског јубилеја краљице Елизабете II;
- Ноел Бер, ловац и водич учесник „Арустучког рата” (1838–39);
- Ноел Бернар, један од малиситских вођа између 1781. и 1801;
- Џереми Дачер, музиколог, добитник „музичке награде Поларис” (енгл. Polaris Music Prize);
- Шејн Мајкл, песник;
- Грејдон Николас, заменик гувернера канадске покрајине Њу Брансвика, од 2009 до 2014;
- Сандра Лавлејс Николас, малиситска активисткиња, изабрана у канадски сенат 21. 9. 2005;[19]
- Питер Луис Пол, малиситски усмени историчар (1902—1989), који је живео на Резервату Вудсток на реци Сент Џон. Био је извор информација бројним академским лингвистима, етноисторичарима и антрополозима. Добитник је многих признања, одликован је Канадском медаљом стогодишњице 1969. године, добитник је звања почасног доктора права на Универзитету у Њу Бранзвику и Ордена Канаде 1987. године.[20]
- Дејвид Слагер, малиситски посланик у скупштини америчке државе Мејн.